# Camponotus linnaei
Camponotus linnaei é uma espécie de inseto do gênero Camponotus, pertencente à família Formicidae.